# Гербарий Московского университета
Герба́рий Моско́вского университе́та (также — Гербарий и́мени Сыре́йщикова) — старейший и второй по величине гербарий России. Возник, вероятно, около 1765 года. Является структурным подразделением кафедры геоботаники биологического факультета МГУ.
Объём основных фондов — 1 030 669 образцов (на ноябрь 2017 года), прирост фондов в 2016 году — 22 013 образцов. Имеет международный акроним MW. В основных фондах гербария хранятся образцы, принадлежащие 37 100 видам сосудистых растений и 2223 видам мохообразных.
Находится на 62-м месте по объёму фондов среди всех гербариев мира, на 24-м месте среди гербариев вузов.
В гербарии сосредоточены важнейшие коллекции по флоре средней полосы России, важные коллекции по флоре других регионов России, Кавказа, Средней Азии, Казахстана, Монголии, а также по мохообразным России; важные именные коллекции (Георга Гофмана, Фридриха Эрхарта, Карла Триниуса, отца и сына Форстеров, а также коллекции, имеющие отношение к Карлу Линнею).
В конце 2015 года в гербарии работало шестеро сотрудников и до 15 внештатных помощников. В начале XXI века гербарий посещали более 50 посетителей в год.
В 2015 — 2017 гг. в рамках проекта Московского университета по созданию национального банка-депозитария живых систем осуществлена полная оцифровка (сканирование, создание базы данных) фондов Гербария. На конец 2017 года отсканированы и опубликованы в интернете сканы 911 тыс. образцов.

## Коллекции

### Коллекторы
Многие ботаники и естествоиспытатели передавали свои коллекции в Гербарий МГУ. Это прежде всего сотрудники и профессора Московского университета, его выпускники, а также видные учёные, пересылавшие дублеты своих сборов из других учреждений. Важнейшие коллекторы Гербария Московского университета, о которых имеются статьи в Википедии, перечислены ниже в алфавитном порядке:
- Алексеев, Евгений Борисович
- Алёхин, Василий Васильевич
- Анненков, Николай Иванович
- Арнольди, Владимир Митрофанович
- Артари, Александр Петрович
- Баньковский, Лев Владимирович  (дублеты)
- Берг, Лев Семёнович
- Варсанофьева, Вера Александровна
- Воронов, Анатолий Георгиевич
- Гептнер, Владимир Георгиевич
- Говорухин, Василий Сергеевич
- Голенкин, Михаил Ильич
- Горожанкин, Иван Николаевич
- Гроссет, Гуго Эдгарович
- Губанов, Иван Алексеевич
- Доктуровский, Владимир Семёнович
- Еленевский, Андрей Георгиевич  (сборы с Кубы)
- Ена, Андрей Васильевич  (дублеты)
- Житков, Борис Михайлович
- Зернов, Александр Сергеевич
- Иконников, Сергей Сергеевич  (дублеты)
- Ильин, Модест Михайлович  (дублеты)
- Казанский, Николай Александрович
- Камелин, Рудольф Владимирович  (дублеты)
- Каминг, Хью  (дублеты)
- Караваев, Михаил Николаевич
- Кауфман, Николай Николаевич
- Комаров, Владимир Леонтьевич  (дублеты)
- Красноборов, Иван Моисеевич  (дублеты)
- Кречетович, Лев Мельхиседекович
- Куваев, Владимир Борисович
- Кудряшов, Леонид Васильевич
- Липшиц, Сергей Юльевич
- Литвинов, Дмитрий Иванович
- Мазуренко, Мая Тимофеевна  (дублеты)
- Максимович, Михаил Александрович
- Малышев, Леонид Иванович  (ранние сборы)
- Муралевич, Вячеслав Степанович
- Мяздриков, Иван Петрович
- Назаров, Михаил Иванович
- Нейштадт, Марк Ильич
- Новиков, Владимир Сергеевич
- Новопокровский, Иван Васильевич
- Носков, Александр Куприянович
- Павлов, Вадим Николаевич
- Павлов, Николай Васильевич
- Петунников, Алексей Николаевич
- Пименов, Михаил Георгиевич
- Портениер, Николай Николаевич  (дублеты)
- Работнов, Тихон Александрович
- Серебряков, Иван Григорьевич  (ранние сборы)
- Серёгин, Алексей Петрович
- Скворцов, Алексей Константинович  (ранние сборы)
- Смирнов, Павел Александрович (биолог)
- Соколов, Дмитрий Дмитриевич
- Станков, Сергей Сергеевич
- Старобогатов, Ярослав Игоревич
- Сукачёв, Владимир Николаевич
- Сырейщиков, Дмитрий Петрович
- Сюзев, Павел Васильевич  (дублеты)
- Тихомиров, Вадим Николаевич
- Трофимов, Тит Трофимович
- Турчанинов, Николай Степанович  (дублеты)
- Тыртиков, Алексей Павлович
- Тюремнов, Сергей Николаевич
- Уранов, Алексей Александрович  (ранние сборы)
- Флёров, Александр Фёдорович
- Формозов, Александр Николаевич
- Харкевич, Сигизмунд Семёнович  (дублеты)
- Хохряков, Андрей Павлович  (дублеты)
- Цвелёв, Николай Николаевич  (дублеты)
- Цейгер, Карл Людвиг Филипп  (дублеты)
- Цингер, Василий Яковлевич
- Чистяков, Иван Дорофеевич
- Шретер, Алексей Иванович
- Щукин, Иван Семёнович
- Эклон, Христиан Фредерик  (дублеты)
- Юнатов, Александр Афанасьевич
- Юрцев, Борис Александрович  (ранние сборы)
- Ярошенко, Павел Дионисьевич  (дублеты)

## Научная деятельность
Исходя из размеров и научной деятельности того или иного гербария, за ними закрепляется право определенного количества голосов на Номенклатурной секции Международного ботанического конгресса. Цель заседаний Номенклатурной секции — внесение текущих изменений в Международный кодекс номенклатуры водорослей, грибов и растений. На Конгрессе в Шэньчжэне (июль 2017 г.) за российскими Гербариями закреплено 24 голоса из 926, в т.ч. три голоса за Гербарием МГУ . Это на один голос больше, чем в 2011 году.

## Оцифровка коллекций
Ранее, в конце 1990-х — начале 2000-х гг. при поддержке РФФИ (грант № 98-07-91048э) было отсканировано и размещено в Интернете (http://herba.msu.ru/pictures/mw_type/index.html) около 600 изображений типов гербария МГУ. Кроме того, 63 образца были изданы на CD «Herbarium Linnaeanum». С тех пор работы по оцифровке не получали специального финансирования и были приостановлены.
В рамках комплексной программы «Научные основы создания Национального банка-депозитария живых систем» (грант РНФ № 14-50-00029) по направлению «Растения» Гербарий МГУ получил финансирование на оцифровку коллекций. Коллектив гербария задался целью за три года перевести в цифровой вид и представить в Интернете около 1 млн образцов из фондов гербария МГУ. Согласно приоритетам РНФ (Арктика, Дальний Восток), в качестве пилотных объектов по оцифровке фондов в 2015 г. были выбраны отделы Сибири — Дальнего Востока и Восточной Европы. В 2005 г. сотрудниками были подведены итоги инвентаризации фондов Гербария, занявшей более 10 лет. В последующие годы табличная база данных ежегодно актуализировалась, в ней учитывались новые включения и переопределения. Перед началом работ по оцифровке была выполнена работа по верификации содержательной части базы по сосудистым растениям.
Каждый из образцов до сканирования проходил через несколько процедур, необходимых для получения информативных изображений. На каждый лист был наклеен штрихкод международного стандарта с уникальным идентификатором образца. Далее у каждого образца открывалась этикетка (если она была закрыта растением или сложена), важные отломанные фрагменты растений прикреплялись к образцу, проверялось наличие ярлыков с переопределениями и порядок расположения фондового материала. В редких случаях приходилось заменять ветхие обложки, исправлять указатели, размещать образцы мелкого формата на стандартных листах монтировочной бумаги, повторно проверять номенклатуру. Всего в этой работе (вместе с помощниками) принимало участие 65 человек.
Сканирование коллекции велось силами компании-партнера. Этот процесс осуществлялся согласно техническому заданию со следующими основными параметрами изображений. Основное изображение: формат TIFF, 300 dpi; размер файла до 60 MB; массив свыше 30TB. Копия: формат JPG, 300 dpi; сжатие 80 %; размер файла до 2,5 MB; массив около 1,5 TB. Этапы машинной обработки включали: разворот на 90 градусов, обрезку чёрного поля, доворот до прямого угла, распознавание штрихкода, создание JPG-копии.
Научной группой осуществлялась выдача материала на сканирование, обратное вкладывание образцов в обложки, проверка комплектности, возврат в места постоянного хранения. Кроме того, при необходимости выполнялась внеплановая работа: проверка качества изображений после калибровки сканеров; поиск и выдача образцов, отсканированных с физическим браком; поиск образцов с пропущенными штрихкодами; поиск пропущенных образцов; проверка списков папок, отсутствовавших в БД; проверка дублированных файлов.
Созданная в 2015 г. коллекция изображений отсканированных гербарных образцов из фондов гербария МГУ насчитывала сканы 502 тыс. образцов, из которых 156 тыс. из отдела Сибири — Дальнего Востока и 346 тыс. из отдела Восточной Европы.
В 2016 году отсканированы отделы Кавказа, Крыма, Монголии, Зарубежной Азии, Herbarium Alchemillarum и типовые образцы (около 215 000 образцов), а также этикетки с конвертов гербария мхов (73 тыс. образцов).
В 2017 году отсканированы отделы Средней Азии и Казахстана (96 000 образцов), Америки (12 000 образцов), а также этикетки с конвертов гербария печеночников (4 тыс. образцов) и новые включения.
В 2018 году отсканированы отделы Западной Европы (40 000 образцов), Австралии и Океании (3 300 образцов), а также новые включения. В начале ноября 2018 года работы по оцифровке коллекции полностью завершены.

## Цифровой гербарий МГУ

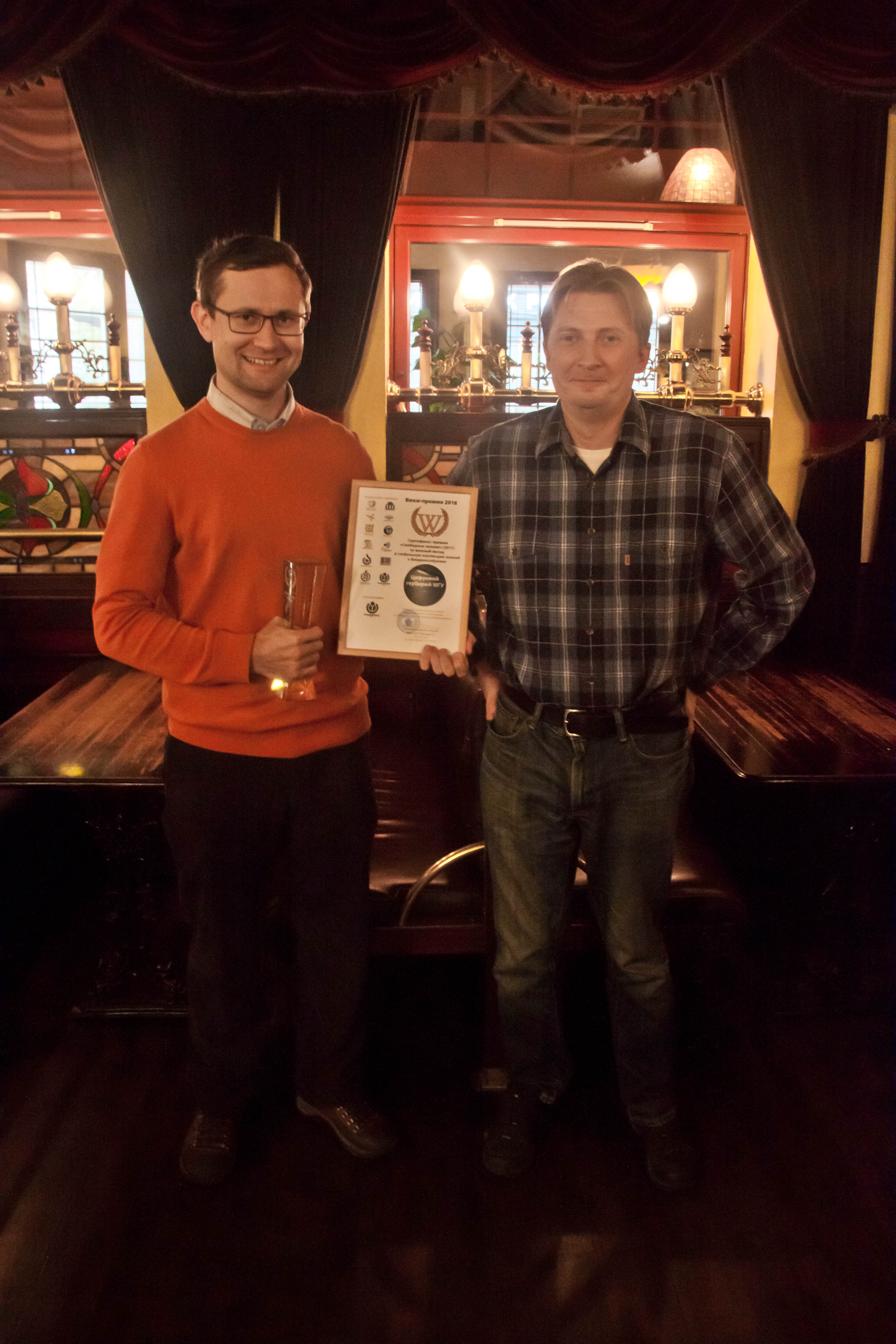
Станислав Козловский вручает Алексею Серёгину премию «Свободные знания» за проект «Цифровой гербарий МГУ»

В результате оцифровки фондов в 2015—2017 гг. объём Цифрового гербария МГУ на 1 января 2018 года составил 911 тысяч образцов. По результатам трёх лет проекта Гербарий МГУ занимает восьмое место в мире по объёмам оцифрованных и опубликованных в интернете фондов (уступает гербариям P, L, NY, PE, US, BR, MEXU). Он обладает крупнейшими оцифрованными коллекциями по флоре России, Украины, Белоруссии, Молдавии, Казахстана, Латвии, государств Закавказья (кроме Армении), Монголии, Казахстана и четырёх республик Средней Азии. Кроме того, это вторая по величине точка доступа к оцифрованным гербарным образцам из Армении, Литвы, КНДР, Мали и третья для Кипра и Вьетнама.
Публикация отсканированных образцов ведется через двуязычный портал Национального банка-депозитария живых систем (доступны как публичная, так и операционная версии). На 1 января 2018 года на портале содержались отсканированные изображения 910 820 гербарных образцов, принадлежащих к 35 615 видам сосудистых растений и мхов.
Идет работа по наполнению Цифрового гербария МГУ полными метаданными отсканированных образцов, которые включают текст оригинальных этикеток и географические координаты мест сбора каждого образца. Эта работа осуществляется с привлечением волонтёров. На 7 ноября 2018 года географические привязки доступны для 288 751 образцов, для 122 906 образцов в базу данных внесён полный текст этикеток, а ещё для 339 396 образцов отдельные элементы этикеток распознаны автоматически с помощью OCR. С октября 2017 года геопривязка образцов осуществляется с использованием разработанной системы «ИСТРА» (Интеллектуальная Система Топонимического Распознавания и Атрибутирования), которая автоматически привязывает образцы растений к географической точке.
Цифровой гербарий МГУ — крупнейший донор информации о биоразнообразии России для Global Biodiversity Information Facility, международной платформы-агрегатора пространственных биологических данных. Информация о гербарных образцах из Московского университета составляет 65 % от общего объёма электронных данных, опубликованных на GBIF российскими учреждениями, и 23 % от всех имеющихся на GBIF данных о биоразнообразии России.

## Атлас флоры России
На платформе iNaturalist сотрудниками Гербария МГУ организован сбор данных по флоре России на основе принципов «гражданской науки». Это проект «Флора России». Любой пользователь может загрузить фотографию растения и отметить точку съёмки на карте. После проверки определения данные получают «исследовательский уровень» и также экспортируются в GBIF. Проект был запущен в середине января 2019 года как соревнование между региональными командами. За первый месяц он привлёк более тысячи участников, а число загруженных наблюдений превысило 30 тысяч.
В конце октября 2019 года на «Флоре России» было уже более 200 тысяч изображений, выложенных 3670 участниками.
Примерно пятая часть изображений на «Флоре России» остается под несвободной лицензией. По состоянию на декабрь 2019 года под свободной лицензией были 225 885 изображений от 3832 человек, а под несвободными лицензиями оставались 45 722 изображений (20,2 % от общего числа загруженных) от 2258 пользователей.
В платформу встроено автоматическое распознавание растений на основе нейросети. Каждая загруженная фотография после проверки определения экспертами используется для обучения системы, что вкупе с пространственными данными о распространении растений позволяет совершенствовать алгоритмы машинного определения.

## Информация для посетителей
Гербарий Московского университета открыт для профессиональных ботаников, ведущих научные исследования, с понедельника по пятницу с 9 до 17 часов без предварительного уведомления. Гербарий расположен в биолого-почвенном корпусе МГУ в аудиториях 401 и 501. Сотрудники Гербария, по предварительному согласованию, устраивают ознакомительные экскурсии для непрофессиональных посетителей.
Заведующий Гербарием в 2017 году — член-корреспондент РАН, заслуженный профессор МГУ, доктор биологических наук Вадим Николаевич Павлов.
Гербарий постоянно привлекает к работе волонтёров, имеющих начальные познания в ботанике.
С лета 2017 года в Гербарии МГУ открыта конкурсная программа трёх-шестимесячных стажировок для аспирантов российских организаций. Осенью 2017 года открыта программа бесплатных стажировок по программе менторства для студентов естественных факультетов московских вузов.